# David Turpel
David Turpel (* 19. října 1992) je lucemburský fotbalový útočník a reprezentant, hráč klubu FC Swift Hesperange.

## Klubová kariéra
Začínal v klubu FC Etzella Ettelbruck, v jeho dresu debutoval v roce 2010 v seniorské kopané. V létě 2014 přestoupil do jiného lucemburského týmu F91 Dudelange.

## Reprezentační kariéra
V A-mužstvu Lucemburska debutoval 14. 11. 2012 v přátelském zápase v Lucemburku proti týmu Skotska (prohra 1:2).